# Spring Garden (Kalifornia)
Spring Garden – jednostka osadnicza w Stanach Zjednoczonych, w stanie Kalifornia, w hrabstwie Plumas.